# Tham Nguyen
Tham Nguyen (15 de septiembre de 1996) es una deportista irlandesa de origen vietnamita que compite en halterofilia. Ganó una medalla de bronce en el Campeonato Europeo de Halterofilia de 2024, en la categoría de 49 kg.

## Palmarés internacional
| Campeonato Europeo | Campeonato Europeo | Campeonato Europeo | Campeonato Europeo |
| Año                | Lugar              | Medalla            | Categoría          |
| ------------------ | ------------------ | ------------------ | ------------------ |
| 2024               | Sofía (Bulgaria)   | Medalla de bronce  | 49 kg              |